# Igor Omrčen
Igor Omrčen (ur. 26 września 1980 w Splicie) – chorwacki siatkarz, reprezentant kraju, grający na pozycji atakującego, wcześniej występował też jako środkowy.

## Sukcesy klubowe
Mistrzostwo Chorwacji:
- 1995, 1996, 1997, 1998, 1999, 2000

Puchar Europy Mistrzów Klubowych:
- 1997

Mistrzostwo Włoch:
- 2012
- 2001, 2006, 2007, 2009, 2011

Puchar Włoch:
- 2002, 2006, 2008, 2009

Puchar CEV:
- 2002

Superpuchar Włoch:
- 2002, 2008

Klubowe Mistrzostwa Azji:
- 2017
- 2009, 2016

Puchar Challenge:
- 2011

Mistrzostwo Japonii:
- 2016
- 2014, 2017, 2018
- 2015

## Sukcesy reprezentacyjne
Liga Europejska:
- 2006

## Nagrody indywidualne
- 2004: Najlepszy punktujący Ligi Europejskiej
- 2009: Najlepszy zagrywający Klubowych Mistrzostw Azji